# Чижев (Великопольське воєводство)
Чижев (пол. Czyżew) — село в Польщі, у гміні Рихвал Конінського повіту Великопольського воєводства.
Населення — 238 осіб (2011).
У 1975—1998 роках село належало до Конінського воєводства.

## Демографія
Демографічна структура станом на 31 березня 2011 року:
|          | Загалом | Допрацездатний вік | Працездатний вік | Постпрацездатний вік |
| -------- | ------- | ------------------ | ---------------- | -------------------- |
| Чоловіки | 111     | 27                 | 73               | 11                   |
| Жінки    | 127     | 28                 | 70               | 29                   |
| Разом    | 238     | 55                 | 143              | 40                   |